# Waynesborough Country Club
De Waynesborough Country Club is een countryclub in de Verenigde Staten. De club werd opgericht in 1965 en bevindt zich in Paoli, Pennsylvania. De club beschikt over een 18-holes golfbaan en werd ontworpen door de golfbaanarchitect George Fazio.

## Golftoernooien
Voor het golftoernooi is de lengte van de baan 5870 m met een par van 71. Voor de heren is de course rating 70,6 en de slope rating is 130.
- SEI Pennsylvania Classic: 2000 & 2002[4]

## Trivia
De club beschikt ook over een zwembad, tennis- en squashbanen.